# Dongxiang
I Dongxiang (o anche Sarta o Santa; cinese semplificato: 东乡族; cinese tradizionale: 東鄉族; Pinyin: Dōngxiāngzú) sono un gruppo etnico facente parte dei 56 gruppi etnici riconosciuti ufficialmente dalla Repubblica popolare cinese. Molti Dongxiang vivono nella Prefettura Autonoma di Linxia Hui e nell'area della provincia di Gansu, in Cina, mentre si possono trovare altri gruppi nella Regione Autonoma di Xinjiang Uyghur, nella provincia di Qinghai e nella Regione Autonoma di Ningsia. Secondo il censimento del 2010, la popolazione arriva a 621.500 persone.
I Dongxiang sono strettamente correlati ai Mongoli. Si ipotizza che il distacco tra le due etnie sia avvenuto nel XIII secolo, quando i Dongxiang si convertirono al sunnismo. Uno dei loro appellativi, "Sarta" è un termine che è formalmente usato nelle regioni centrali dell'Asia per riferirsi ai commercianti arabi.
I Dongxiang parlano una propria lingua, appartenente alla famiglia linguistica mongola. Hanno una ricca tradizione di letteratura orale ma non hanno un proprio sistema di scrittura. Il governo cinese riporta che questa etnia è una delle più povere e meno istruite tra tutte le minoranze, con una percentuale di Dongxiang che hanno fatto almeno un anno di scuola molto bassa. Questo è dovuto soprattutto alla mancanza di un linguaggio scritto che possa rappresentarne l'idioma.
Nel 2004 la Ford Foundation, fondazione statunitense dedita alle opere caritatevoli e culturali a vantaggio delle minoranze etniche più povere, ha provveduto ad un progetto per promuovere un'istruzione scolastica bilingue (in Dongxiang e in cinese Mandarino) per la minoranza Dongxiang, nella speranza di ridurre il gap culturale con il resto della popolazione. Il progetto è andato avanti con la pubblicazione di un dizionario Dongxiang-Cinese distribuito poi nelle scuole delle zone abitate dai Dongxiang.